# Bârna

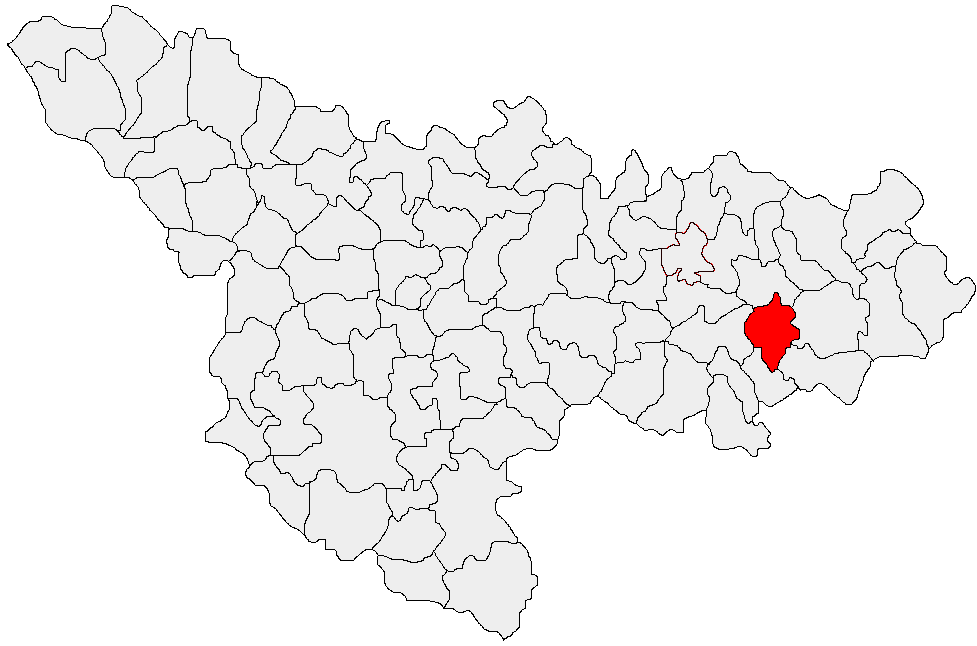
Lage der Gemeinde Bârna im Kreis Timiș

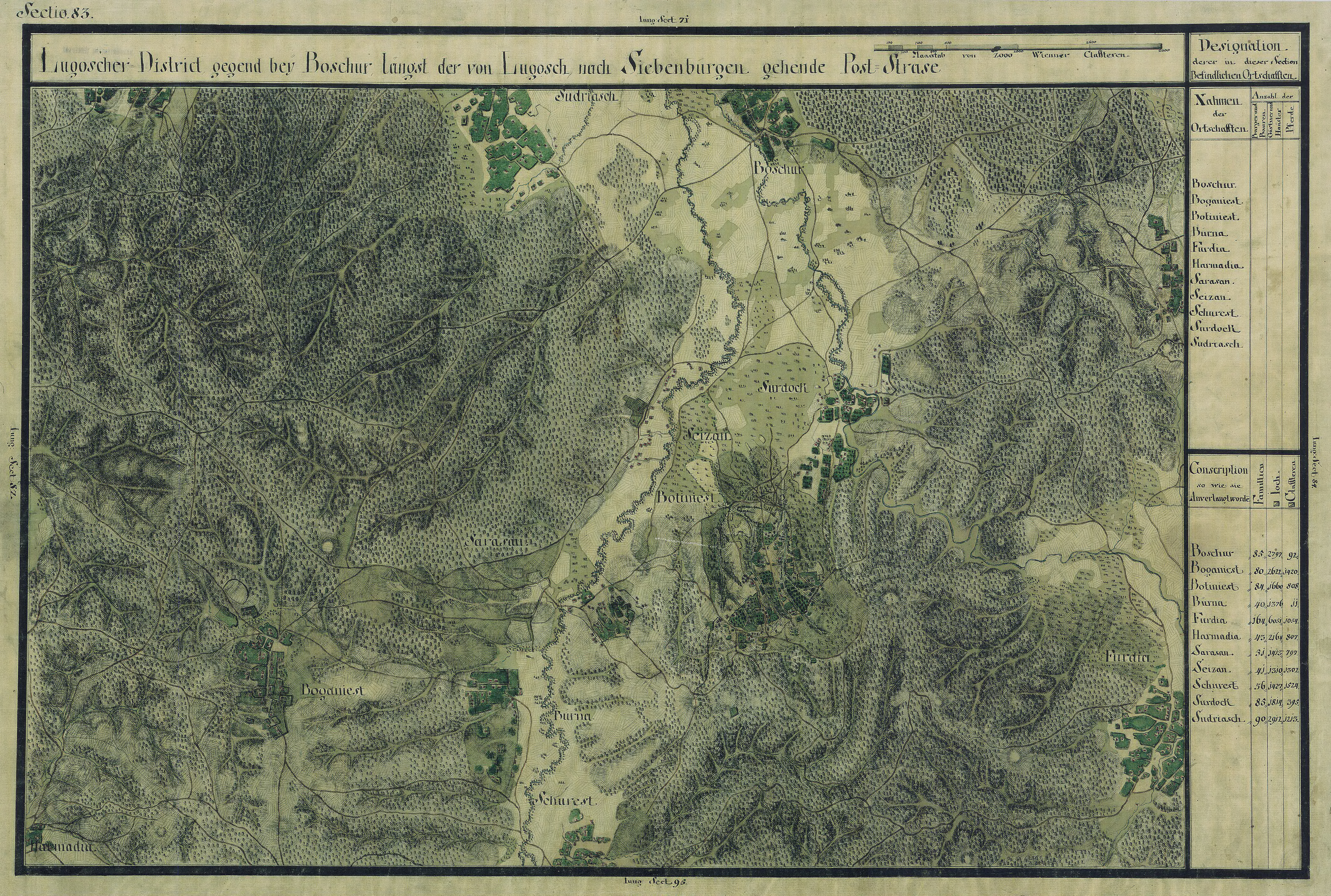
Josephinische Landaufnahme (1769–1772)

Bârna (deutsch Bürna, ungarisch Barnafalva) ist eine Gemeinde im Kreis Timiș, in der Region Banat, im Südwesten Rumäniens. Zu der Gemeinde Bârna gehören auch die Dörfer Botești, Botinești, Drinova, Jurești, Pogănești und Sărăzani.

## Geografische Lage
Bârna liegt im Osten des Kreises Timiș, in 16 Kilometer Entfernung von Lugoj und 76 Kilometer von Timișoara.

## Nachbarorte
| Cliciova  | Sărăzani                                    | Fârdea   |
| Pogănești | Kompassrose, die auf Nachbargemeinden zeigt | Hăuzești |
| Lugojel   | Cireșu                                      | Crivina  |

## Geschichte
Der Ort wurde 1514 erstmals urkundlich erwähnt, als er im Besitz von Georg Brandenburg war und zu dem Distrikt Bujor gehörte. Das Dorf, das seit dem Mittelalter durchgehend bewohnt war, gehörte mal zum Kreis Timiș, mal zu Hunedoara.
Zur Zeit der Josephinischen Landaufnahme von 1717 gehörte der Ort zu Făget. Nach dem Frieden von Passarowitz (1718), als das Banat eine Habsburger Krondomäne wurde, war Bârna Teil des Temescher Banats.
Nach dem Österreichisch-Ungarischen Ausgleich (1867) wurde das Banat dem Königreich Ungarn innerhalb der Doppelmonarchie Österreich-Ungarn angegliedert.
Anfang des 20. Jahrhunderts fand das Gesetz zur Magyarisierung der Ortsnamen (Ga. 4/1898) Anwendung. Der amtliche Ortsname war Barnafalva. Die ungarischen Ortsbezeichnungen blieben bis zur Verwaltungsreform von 1923 im Königreich Rumänien gültig, als die rumänischen Ortsnamen eingeführt wurden.
Am 4. Juni 1920 wurde das Banat infolge des Vertrags von Trianon dreigeteilt. Der größte, östliche Teil, zu dem auch Bârna gehört, fiel an das Königreich Rumänien.

## Demografie
Die Bevölkerungsentwicklung der Gemeinde Bârna.
| 1880 | 2310 | 2271 | 13 | 16 | 10                 |
| 1910 | 2959 | 2899 | 36 | 17 | 7                  |
| 1930 | 2608 | 2568 | 20 | 8  | 12                 |
| 1977 | 1803 | 1601 | 1  | 5  | 196                |
| 2002 | 1573 | 1036 | 3  | -  | 534 Ukrainer       |
| 2011 | 1640 | 1138 | 2  | 2  | 448 Ukrainer       |
| 2021 | 1473 | 1021 | 5  | -  | 447 (366 Ukrainer) |